# Simon Demetz
Simon Demetz (ur. 15 marca 1966) – włoski biathlonista. W Pucharze Świata zadebiutował 19 stycznia 1985 roku w Oberhofie, gdzie zajął 48. miejsce w sprincie. Pierwsze punkty wywalczył 14 lutego 1987 roku w Lake Placid, zajmując 22. miejsce w tej samej konkurencji. Nigdy nie stanął na podium zawodów indywidualnych, jednak 20 stycznia 1991 roku w Ruhpolding był drugi w biegu drużynowym, a 17 marca 1991 roku w Canmore w tej samej konkurencji zajął trzecie miejsce. Najlepsze wyniki osiągnął w sezonie 1990/1991, kiedy zajął 40. miejsce w klasyfikacji generalnej. W 1987 roku wystartował na mistrzostwach świata w Lake Placid, zajmując 22. miejsce w sprincie. Na rozgrywanych dwa lata później mistrzostwach świata w Feistritz był czwarty w biegu drużynowym. Największy sukces osiągnął podczas mistrzostw świata w Lahti w 1991 roku, gdzie wspólnie z Hubertem Leitgebem, Gottliebem Taschlerem i Andreasem Zingerle zdobył złoty medal w biegu drużynowym. Nigdy nie brał udziału w igrzyskach olimpijskich.

## Osiągnięcia

### Mistrzostwa świata
| Rok  | Miejscowość | Konkurencje | Konkurencje | Konkurencje | Konkurencje | Konkurencje | Konkurencje | Konkurencje |
| Rok  | Miejscowość | IN          | SP          | PU          | MS          | RL          | MR          | SR          |
| ---- | ----------- | ----------- | ----------- | ----------- | ----------- | ----------- | ----------- | ----------- |
| 1987 | Lake Placid | –           | 22.         | nd.         | nd.         | –           | nd.         | –           |
| 1989 | Feistritz   | –           | –           | nd.         | nd.         | –           | nd.         | –           |
| 1991 | Lahti       | –           | –           | nd.         | nd.         | –           | nd.         | –           |

### Puchar Świata

#### Miejsca w klasyfikacji generalnej
| Sezon     | Miejsce |
| --------- | ------- |
| 1984/1985 | -       |
| 1986/1987 | ?       |
| 1987/1988 | -       |
| 1988/1989 | 59.     |
| 1989/1990 | -       |
| 1990/1991 | 40.     |

#### Miejsca na podium chronologicznie
Demetz nigdy nie stanął na podium zawodów PŚ.